# الکساندر آلبون
الکساندر آلبون انسوسینیا (تایلندی: อเล็กซานเดอร์ อัลบอน อังศุสิงห์، انگلیسی: Alexander Albon Ansusinha؛ زادهٔ ۲۳ مارس ۱۹۹۶ در لندن) رانندهٔ تایلندی-بریتانیایی مسابقات اتومبیل‌رانی است که هم‌اکنون با تیم ویلیامز ریسینگ و تحت پرچم تایلند در مسابقات جهانی فرمول یک شرکت می‌کند. او در نیمهٔ اول فصل ۲۰۱۹ برای تیم تورو روسو رانندگی کرد و پس از آن برای نیمهٔ دوم فصل به تیم ردبول ریسینگ منتقل شده و جایگزین پیر گاسلی شد که قرار بود به تیم تورو روسو بازگردد.

## نتایج کامل در مسابقات جهانی فرمول یک
(کلید) (مسابقاتی که به‌صورت پررنگ نوشته شده‌اند نشانگر پول پوزیشن، و مسابقاتی که به‌صورت ایتالیک نوشته شده‌اند نشانگر سریع‌ترین دور هستند)
| سال  | شرکت‌کننده                 | شاسی                        | موتور                         | ۱           | ۲       | ۳      | ۴            | ۵          | ۶        | ۷         | ۸         | ۹        | ۱۰          | ۱۱      | ۱۲          | ۱۳      | ۱۴        | ۱۵        | ۱۶      | ۱۷     | ۱۸      | ۱۹       | ۲۰       | ۲۱       | قهرمانی رانندگان | امتیاز |
| ---- | ------------------------- | --------------------------- | ----------------------------- | ----------- | ------- | ------ | ------------ | ---------- | -------- | --------- | --------- | -------- | ----------- | ------- | ----------- | ------- | --------- | --------- | ------- | ------ | ------- | -------- | -------- | -------- | ---------------- | ------ |
| ۲۰۱۹ | ردبول تورو روسو هوندا     | اسکودریا تورو روسو اس‌تی‌آر۱۴ | هوندا آرای۶۱۹اچ ۱٫۶ وی۶ توربو | استرالیا ۱۴ | بحرین ۹ | چین ۱۰ | آذربایجان ۱۱ | اسپانیا ۱۱ | موناکو ۸ | کانادا ب. | فرانسه ۱۵ | اتریش ۱۵ | بریتانیا ۱۲ | آلمان ۶ | مجارستان ۱۰ |         |           |           |         |        |         |          |          |          | هشتم*            | ۴۲*    |
| ۲۰۱۹ | استون مارتین ردبول ریسینگ | ردبول ریسینگ آربی۱۵         | هوندا آرای۶۱۹اچ ۱٫۶ وی۶ توربو |             |         |        |              |            |          |           |           |          |             |         |             | بلژیک ۵ | ایتالیا ۶ | سنگاپور ۶ | روسیه ۵ | ژاپن ۴ | مکزیک ۵ | آمریکا ۵ | برزیل ۱۴ | ابوظبی ۶ | هشتم*            | ۴۲*    |